# Á-Mỹ (lục địa)
Á-Mỹ (tiếng Anh: Amasia) là một siêu lục địa có thể được hình thành trong tương lai bởi sự sáp nhập của châu Á và Bắc Mỹ. Dự đoán này dựa chủ yếu vào thực tế là mảng Thái Bình Dương đã bị hút chìm dưới lục địa Âu Á và Bắc Mỹ, một quá trình mà nếu tiếp tục cuối cùng sẽ làm Thái Bình Dương đóng lại. Trong khi đó, do sườn núi giữa đại dương Đại Tây Dương, Bắc Mỹ sẽ được đẩy về phía tây. Vì vậy, Đại Tây Dương tại một số thời điểm trong tương lai sẽ lớn hơn so với Thái Bình Dương. Tại Siberia, ranh giới giữa các mảng Á-Âu và Bắc Mỹ đã được cố định trong hàng triệu năm. Sự kết hợp của những yếu tố này sẽ khiến Bắc Mỹ được kết hợp với châu Á, do đó tạo thành một siêu lục địa. Một nghiên cứu tháng 1 năm 2012 dự đoán siêu lục địa Á-Mỹ sẽ hình thành trên Bắc Cực, trong khoảng 50 triệu đến 200 triệu năm nữa.